# رابرت پک (بازیکن بسکتبال)
رابرت پک (انگلیسی: Robert Pack؛ زادهٔ ۳ فوریهٔ ۱۹۶۹) بازیکن بسکتبال اهل ایالات متحده آمریکا است.
از باشگاه‌هایی که در آن بازی کرده‌است می‌توان به نیو اورلینز پلیکانز، بروکلین نتس، لس آنجلس کلیپرز، دالاس ماوریکس، واشینگتن ویزاردز، دنور ناگتس، پورتلند تریل بلیزرز، و مینه‌سوتا تیمبرولوز اشاره کرد.